# Ландини, Маурицио
Маурицио Ландини (итал. Maurizio Landini; 7 августа 1961, Кастельново-не-Монти) — активист итальянского профсоюзного и левого движения.

## Биография
Родился 7 августа 1961 года в Кастельново-не-Монти.
Младший из пятерых детей в семье, провёл детство в Сан-Поло-д’Энца, где поступил в лицей с углублённым изучением геометрии, но вскоре был вынужден оставить учёбу по семейным обстоятельствам и в 15-летнем возрасте начал работать учеником сварщика на заводе, через некоторое время стал делегатом FIOM, а в середине 1980-х годов начал карьеру профсоюзного активиста, став в 2010 году генеральным секретарём профсоюза. Сыграл важную роль в переговорах с Electrolux, Indesit, Piaggio, ThyssenKrupp и ILVA. 14 июля 2017 года во главе FIOM встала Франческа Ре Давид, а Ландини перешёл в руководство крупнейшего профобъединения — Всеобщей итальянской конфедерации труда.
Состоял в Итальянской коммунистической партии, после её самороспуска по мере реорганизаций переходил в партию «Левые демократы» и в Демократическую партию левых сил, но так и не вступил в Демократическую партию.
24 января 2019 года на съезде профобъединения в Бари, имея репутацию одного из наиболее радикальных членов руководства, был избран новым лидером ВИКТ, получив 92,7 % голосов делегатов (его предшественница Сузанна Камуссо согласно уставу не имела права вновь выставить свою кандидатуру по истечении двух сроков полномочий генерального секретаря).